# Nurxon Ochilova
Nurxon Ochilova (* 19. April 2004) ist eine usbekische Hürdenläuferin, die sich auf die 400-Meter-Distanz spezialisiert hat.

## Sportliche Laufbahn
Erste internationale Erfahrungen sammelte Nurxon Ochilova im Jahr 2022, als sie bei den U20-Asienmeisterschaften in Yecheon in 1:01,13 min den vierten Platz über 400 m Hürden belegte. Anschließend gelangte sie bei den Asienmeisterschaften in Bangkok mit 1:00,69 min auf Rang sechs und kam mit der usbekischen 4-mal-100-Meter-Staffel im Finale nicht ins Ziel. Im Jahr darauf gewann sie mit der 4-mal-400-Meter-Staffel in 4:12,43 min die Bronzemedaille bei den Hallenasienmeisterschaften in Teheran hinter den Teams aus Kasachstan und Iran. 2025 verpasste sie bei den Asienmeisterschaften in Gumi mit 58,43 s den Finaleinzug über 400 m Hürden und belegte im Staffelbewerb in 3:40,91 min den fünften Platz.
2024 wurde Ochilova usbekische Meisterin im 400-Meter-Hürdenlauf sowie in der Mixed-Staffel über 4-mal 400 Meter.

## Persönliche Bestleistungen
- 400 m Hürden: 1:00,69 min, 15. Juli 2023 in Bangkok